# Alegrete do Piauí
Alegrete do Piauí é um município brasileiro do estado do Piauí. Localiza-se a uma latitude 07º14'34" sul e a uma longitude 40º51'27" oeste, a 379 quilômetros de distância da capital Teresina, uma altitude de 200 metros. Sua população estimada em 2010 era de 5.153 habitantes segundo o IBGE. Possui uma área de 281,364 km².

## Localização
| Noroeste: São Julião      | Norte: São Julião | Nordeste: Fronteiras               |
| Oeste: Vila Nova do Piauí |                   | Leste: Fronteiras                  |
| Sudoeste: Padre Marcos    | Sul: Marcolândia  | Sudeste: Caldeirão Grande do Piauí |